# 清水谷恭順
清水谷 恭順（しみずだに きょうじゅん、1891年3月14日 - 1979年8月8日）は、天台宗の僧、仏教学者、浅草寺貫首。

## 経歴
群馬県出身。1915年天台宗大学卒、1919年天台宗大学教授となり、1926年の大正大学創設に伴い教授に就任、1945年退任。浅草寺では執事長となり、1952年浅草寺住職、聖観音宗管長。
松下電器産業（現パナソニック）創業者の松下幸之助とは神経痛の平癒を祈願したことで縁があり、1958年、浅草寺で幕末に焼失した雷門再建への協力を依頼。松下は寄進に応じて翌年工事が始まり、1960年5月3日に開通した。
1960年「台密の成立に関する研究」で大正大学文学博士。密教事相の研究者で組織的台密史を樹立。昭和の初め「観音経講話」のラジオ放送を行い、仏教の大衆化に貢献した。
1974年4月2日に「日本を守る会」が設立されると、代表委員に就任した。
1976年に仏教伝道功労賞（第10回）を受賞。養子に清水谷孝尚。

## 著書
- 『新釈観音経講話』実業之日本社 1929
- 『天台の密教 台密概要』山喜房 1929
- 『新釈法華経寿量品自我偈の講話』香風閣書房 1934
- 『放送観音経講話』大東出版社 1937
- 『観音全集 第5巻　観音百事問答』有光社 1940
- 『法華経の眼目 自我偈の講話』宮越太陽堂 1942
- 『仏教の日常知識』東成出版社 仏教文庫 1951
- 『観音経講話』東成出版社 仏教文庫 1952
- 『新釈観音経講話』実業之日本社 1953
- 『新釈般若心経講話』山喜房仏書林 1953
- 『現代名僧講話 2 清水谷恭順集』誠信書房 1957
- 『亀と人間』東京美術 ピルグリム・エッセイシリーズ 1970
- 『観音経を語る』文一出版 1971
- 『天台密教の成立に関する研究』文一出版 1972
- 『法華経を語る 自我偈を中心として』文一出版 1975

### 訳
- 『国訳一切経 和漢撰述部　第16　金剛頂大教王経 第17 蘇悉地羯羅経略疏』大東出版社 1936-40
- 『国訳一切経 和漢撰述 第18 経疏部 第18』大東出版社 1962

## 論文
- Cinii